# Guldbaggegalan 1992
Den 27:e Guldbaggegalan, som belönade svenska filmer från 1991, sändes från Cirkus, Stockholm den 16 mars 1992.

## Vinnare och nominerade
Vinnarna listas i fetstil.
| Bästa film | Bästa regi |
| --- | --- |
| - Il Capitano – Göran Setterberg (producent) - Underjordens hemlighet – Lennart Dunér - Agnes Cecilia – Ingrid Dalunde och Waldemar Bergendahl | - Anders Grönros – Agnes Cecilia - Susanne Bier – Freud flyttar hemifrån... - Clas Lindberg – Underjordens hemlighet |
| Bästa skådespelerska | Bästa skådespelare                                                                                                   |
| - Gunilla Röör – Freud flyttar hemifrån... - Ghita Nørby – Freud flyttar hemifrån... - Gloria Tapia – Agnes Cecilia                            | - Lasse Åberg – Den ofrivillige golfaren - Rolf Lassgård – Önskas - Antti Reini – Il Capitano                        |
| Bästa manuskript | Bästa foto |
| - Clas Lindberg – Underjordens hemlighet - Marianne Goldman – Freud flyttar hemifrån... - Per Olov Enquist – Il Capitano                       | - Per Källberg – Agnes Cecilia - Sven Nykvist – Oxen - Jan Troell – Il Capitano                                      |
| Bästa utländska film | Kreativa insatser |
| - Den fula gubben – Patrice Leconte - Veronikas dubbelliv – Krzysztof Kieślowski - Fisher King – Terry Gilliam                                 | - Jan Gissberg och Leif Furhammar                                                                                    |
| Ingmar Bergman-priset - Inga Adolfsson, samt (formellt föregående års pris) Georg af Klercker                                                  | |